# Heat Above
Heat Above è il terzo singolo dei Greta Van Fleet estratto dall'album The Battle at Garden's Gate, pubblicato il 10 febbraio 2021.

## Tracce
1. Heat Above – 5:41